# Bhiwadi
Bhiwadi is een census town in het district Alwar van de Indiase staat Rajasthan. 

## Demografie
Volgens de Indiase volkstelling van 2001 wonen er 33830 mensen in Bhiwadi, waarvan 63% mannelijk en 37% vrouwelijk is. De plaats heeft een alfabetiseringsgraad van 67%. 